# Tauvas
Tauvas (en francès Tauves) és un municipi francès situat al departament del Puèi Domat i a la regió d'Alvèrnia-Roine-Alps. L'any 2007 tenia 787 habitants.

## Demografia

### Població
El 2007 la població de fet de Tauves era de 787 persones. Hi havia 344 famílies de les quals 122 eren unipersonals (45 homes vivint sols i 77 dones vivint soles), 105 parelles sense fills, 101 parelles amb fills i 16 famílies monoparentals amb fills.
La població ha evolucionat segons el següent gràfic:
Habitants censats

### Habitatges
El 2007 hi havia 569 habitatges, 345 eren l'habitatge principal de la família, 132 eren segones residències i 91 estaven desocupats. 486 eren cases i 83 eren apartaments. Dels 345 habitatges principals, 247 estaven ocupats pels seus propietaris, 80 estaven llogats i ocupats pels llogaters i 18 estaven cedits a títol gratuït; 4 tenien una cambra, 32 en tenien dues, 56 en tenien tres, 88 en tenien quatre i 165 en tenien cinc o més. 241 habitatges disposaven pel capbaix d'una plaça de pàrquing. A 168 habitatges hi havia un automòbil i a 126 n'hi havia dos o més.

### Piràmide de població
La piràmide de població per edats i sexe el 2009 era:
| Homes | Edats   | Dones |
| ----- | ------- | ----- |
| 0     | 95 o +  | 0     |
| 8     | 90 a 94 | 28    |
| 12    | 85 a 89 | 20    |
| 4     | 80 a 84 | 12    |
| 40    | 75 a 79 | 32    |
| 32    | 70 a 74 | 40    |
| 28    | 65 a 69 | 36    |
| 12    | 60 a 64 | 24    |
| 24    | 55 a 59 | 16    |
| 52    | 50 a 54 | 44    |
| 44    | 45 a 49 | 32    |
| 8     | 40 a 44 | 24    |
| 16    | 35 a 39 | 28    |
| 16    | 30 a 34 | 16    |
| 28    | 25 a 29 | 24    |
| 24    | 20 a 24 | 8     |
| 16    | 15 a 19 | 20    |
| 4     | 10 a 14 | 16    |
| 16    | 5 a 9   | 0     |
| 12    | 0 a 4   | 12    |

## Economia
El 2007 la població en edat de treballar era de 449 persones, 322 eren actives i 127 eren inactives. De les 322 persones actives 310 estaven ocupades (164 homes i 146 dones) i 12 estaven aturades (6 homes i 6 dones). De les 127 persones inactives 69 estaven jubilades, 18 estaven estudiant i 40 estaven classificades com a «altres inactius».

### Ingressos
El 2009 a Tauves hi havia 350 unitats fiscals que integraven 762 persones, la mediana anual d'ingressos fiscals per persona era de 14.892 €.

### Activitats econòmiques
Dels 58 establiments que hi havia el 2007, 1 era d'una empresa extractiva, 4 d'empreses alimentàries, 1 d'una empresa de fabricació d'altres productes industrials, 13 d'empreses de construcció, 16 d'empreses de comerç i reparació d'automòbils, 2 d'empreses de transport, 6 d'empreses d'hostatgeria i restauració, 3 d'empreses financeres, 1 d'una empresa immobiliària, 1 d'una empresa de serveis, 8 d'entitats de l'administració pública i 2 d'empreses classificades com a «altres activitats de serveis».
Dels 22 establiments de servei als particulars que hi havia el 2009, 1 era una gendarmeria, 1 oficina de correu, 1 una oficina bancària, 3 tallers de reparació d'automòbils i de material agrícola, 1 autoescola, 2 paletes, 3 guixaires pintors, 3 fusteries, 1 lampisteria, 2 electricistes, 1 empresa de construcció, 1 perruqueria i 2 restaurants.
Dels 8 establiments comercials que hi havia el 2009, 1 era una gran superfície de material de bricolatge, 2 botiges de menys de 120 m², 2 fleques, 1 una carnisseria, 1 una llibreria i 1 una floristeria.
L'any 2000 a Tauves hi havia 68 explotacions agrícoles que ocupaven un total de 2.754 hectàrees.

## Equipaments sanitaris i escolars
L'únic equipament sanitari que hi havia el 2009 era una farmàcia.
El 2009 hi havia una escola elemental.

## Poblacions més properes
El següent diagrama mostra les poblacions més properes.